# Głębieniec (przełęcz)
Głębieniec (1065 m) – płytka przełęcz w północno-zachodnim grzbiecie Gorca w Gorcach. Znajduje się na porośniętym lasem grzbiecie, nieco poniżej polany Świnkówka, pomiędzy dwoma bezimiennymi wierzchołkami (1080 m i ok. 1088 m). Spod przełęczy w północno-wschodnim kierunku spływa głębokim jarem potoku o tej samej nazwie Głębieniec, zaś z drugiej strony przełęczy jeden z dopływów potoku Ustępny. Przez przełęcz prowadzi szlak turystyczny.
Przez przełęcz biegnie granica Gorczańskiego Parku Narodowego. Należą do niego zachodnie stoki przełęczy, wschodnie są pozagranicami parku. Cały rejon przełęczy znajduje się na terenie wsi Zasadne w województwie małopolskim, w powiecie limanowskim, w gminie Kamienica.

## Szlak turystyczny
Rzeki – Nowa Polana – Głębieniec – Świnkówka – Gorc Kamienicki – Gorc. Odległość 5,6 km, suma podejść 510 m, suma zejść 40 m, czas przejścia 2 godz., z powrotem 1 godz. 15 min.